# Amatore Sciesa

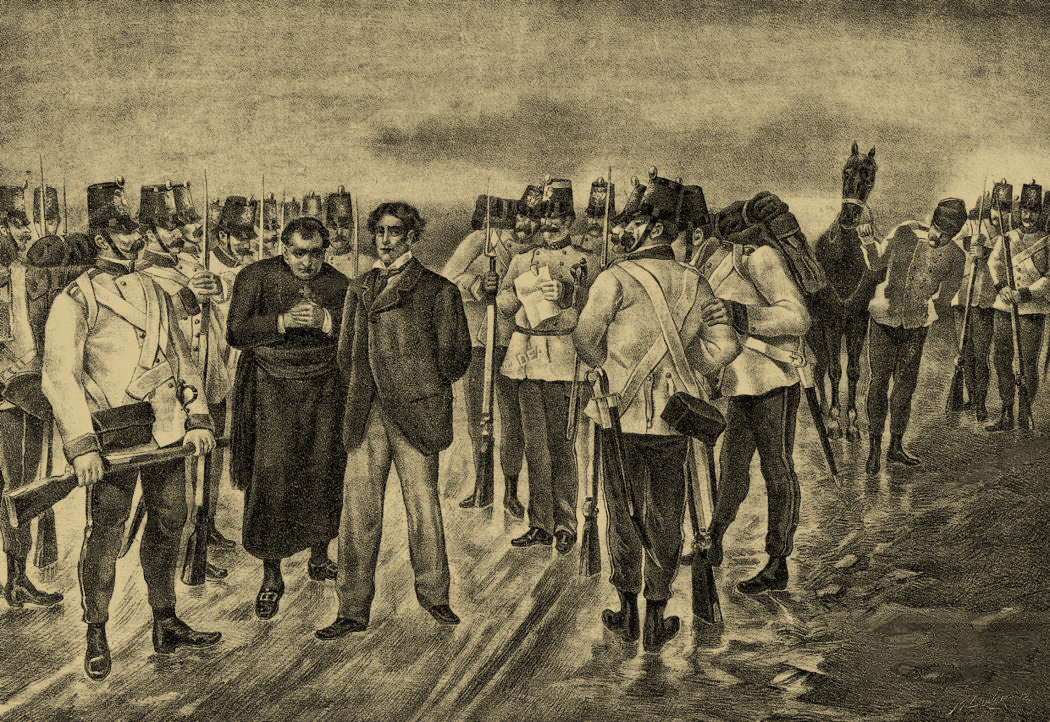
Sciesa vor der Hinrichtung

Amatore Sciesa (irrtümlich auch Antonio Sciesa, * 12. Februar 1814 in Mailand; † 2. August 1851 ebenda) war ein italienischer Freiheitskämpfer und Handwerker.
Seit 1850 arbeitete Sciesa im Untergrund gegen die österreichische Herrschaft in Norditalien. In der Nacht vom 30. auf den 31. Juli 1851 wurde er von österreichischen Polizisten in Mailand festgenommen, weil er in der Via Spadari Flugblätter mit antiösterreichischem Inhalt verteilt hatte. Dafür verurteilte ihn ein österreichisches Gericht zum Tode. Kurz vor der Hinrichtung führte man ihn am Haus seiner Familie vorbei und bot ihm an, ihn leben zu lassen, falls er Informationen über seine Komplizen liefern würde. Sciesa lehnte mit einer lapidaren Bemerkung in Mailänder Dialekt ab (Tirem innanz – Gehn’ wir weiter).
Sciesa gilt wegen seiner Haltung als eine wichtige Persönlichkeit des italienischen Risorgimento.